# 鉄環絞首刑

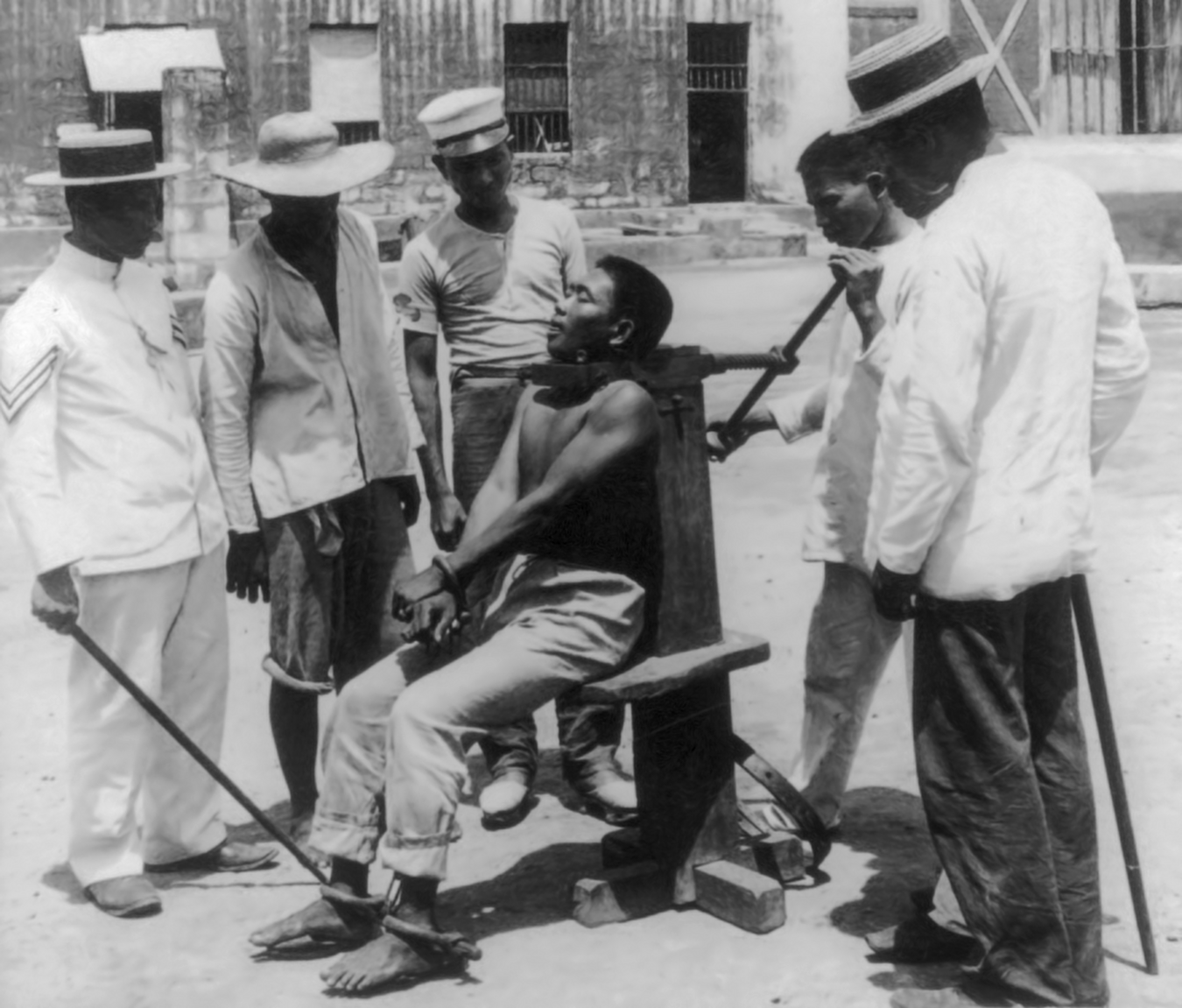
フィリピンでのガローテ(鉄環絞首刑）

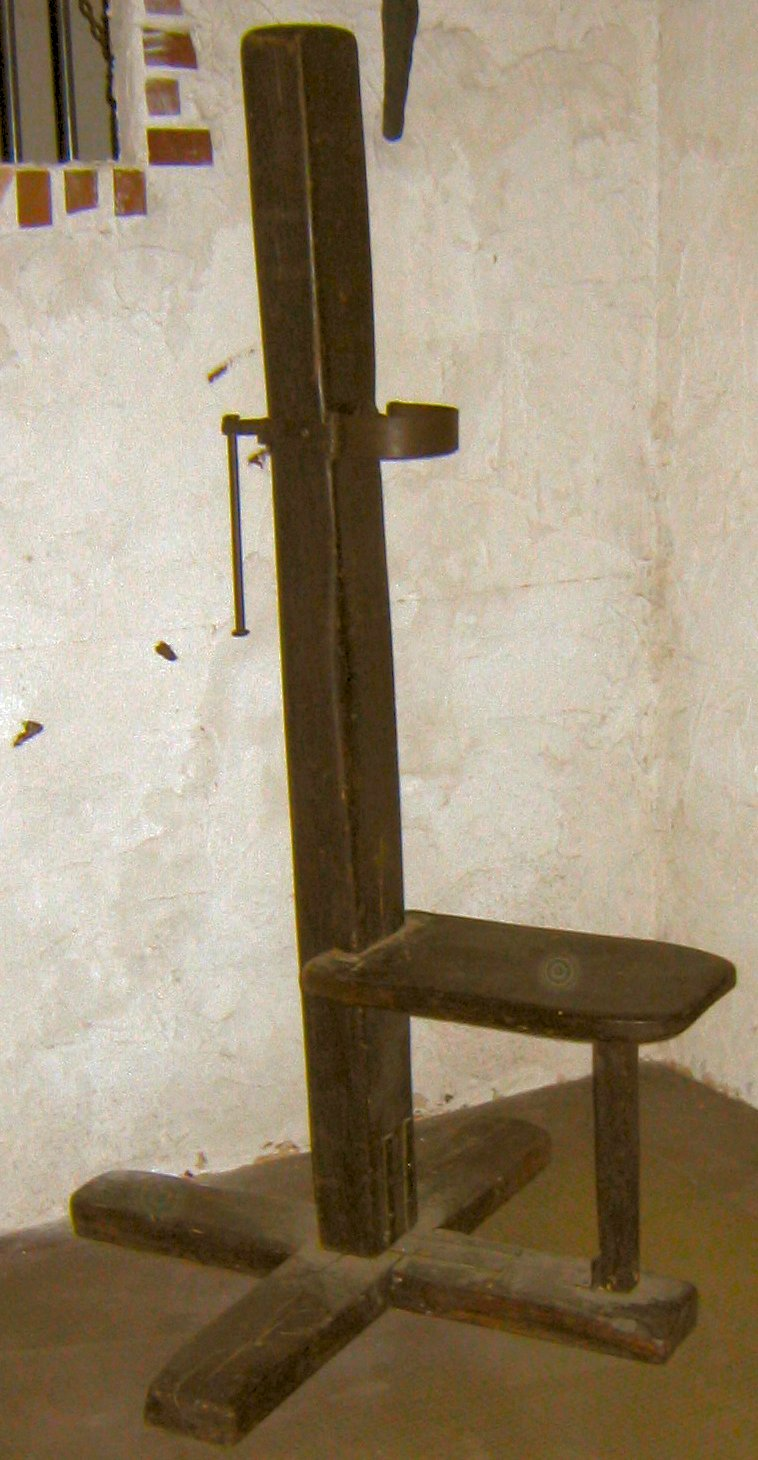
フライブルクの拷問博物館

鉄環絞首刑（てっかんこうしゅけい、スペイン語: garrote、ガローテ）とは椅子に座らせた死刑囚の首を鉄の輪で絞めて後ろを捻ることで首を絞める絞首刑の一種である。また、拷問道具としても使用される。
スペインの公式な死刑執行法として1978年に憲法改正により死刑制度が廃止されるまで使用されていた。また、スペインの植民地でも行われていた。フィリピンではスペインの植民地からアメリカの植民地に変わった後も1926年に電気椅子が導入されるまで使用されていた。
スペインで最後の使用は、1974年3月2日にアントニオ・ロペス・シエラがサルバドール・プッチ・アンティックに執行したのと、ホセ・モレノがハインツ・チェスに執行したものである。
かなり残酷な方法であり、映画『サルバドールの朝』の中でサルバドール・プッチ・アンティックへ執行される様子が詳細に再現されている。